# Агеев, Иван Андреевич
Иван Андреевич Агеев (бел. Іван Андрэевіч Агееў; род. 21 апреля 2005, Орша, Витебская область) — белорусский футболист, полузащитник клуба «Островец».

## Карьера

### «Энергетик-БГУ»
Начинал заниматься футболом в Орше. В 2015 году перешёл в минское «Динамо», где продолжил выступать на юношеском уровне, в составе которого был до конца 2017 года. В начале 2018 года отправился в Академию АБФФ. В июле 2022 года выпустился из академии и присоединился к минскому «Энергетику-БГУ». Дебютировал за клуб 5 августа 2022 года в матче против «Витебска», выйдя на замену в начале второго тайма. Однако на протяжении сезона выступал преимущественно за дублирующий состав клуба. По итогу дебютного сезона вместе с клубом стал серебряным призёром чемпионата. К новому сезону 2023 года начинал готовиться в составе основной команды. Дебютным забитым голом за клуб отличился 27 мая 2023 года в матче против брестского «Динамо». По итогу сезона вместе с клубом отправился в стыковые матчи, где уступили «Витебску», вылетев в Первую лигу.
В декабре 2023 года футболист приступил к подготовке к новому сезону в рамках Первой лиги. Первый матч в новом сезоне сыграл 5 апреля 2024 года против «Островца», выйдя на поле в стартовом составе. Первым результативным действием за клуб отличился 27 апреля 2024 года в матче против бобруйской «Белшины», отдав голевую передачу. Однако затем выбыл из распоряжения клуба до конца сезона. По итогу сезона минский клуб завершил чемпионат на последнем месте, при условии, что имелись снятые очки, отправившись во Вторую лигу. В начале 2025 года футболист вернулся в распоряжение клуба, вместе с которым приступил к подготовке к новому сезону. На протяжении первой половины сезона вместе с клубом выступал в основной части чемпионата под эгидой Футбольной Федерации Минска в роли одного из ключевых игроков. В июле 2025 года покинул клуб.

### «Островец»
В июле 2025 года на правах свободного агента присоединился к «Островцу», подписав контракт до конца сезона. Дебютировал за клуб 27 апреля 2025 года в матче против «Орши», выйдя на замену на 69 минуте, также отличившись своими дебютными забитым голом и голевой передачей.

## Международная карьера
В январе 2021 года был вызван в юношескую сборную Беларуси до 17 лет для участия в Кубке Развития. В октябре 2021 года вместе со сборной принимал участие в квалификационных матчах юношеского чемпионата Европы до 17 лет. В феврале 2022 года стал бронзовым призёром Кубка Развития. В ноябре 2022 года дебютировал за сборную Беларуси до 18 лет в матче против сверстников из России. 28 марта 2023 года дебютировал за юношескую сборную Беларуси до 19 лет в товарищеском матче против России, выйдя на поле с капитанской повязкой.

## Статистика выступлений

### Клубная статистика
| Выступление      | Выступление      | Выступление      | Чемпионат | Чемпионат | Кубки | Кубки | Еврокубки | Еврокубки | Итого | Итого |
| Клуб             | Лига             | Сезон            | Игры      | Голы      | Игры  | Голы  | Игры      | Голы      | Игры  | Голы  |
| ---------------- | ---------------- | ---------------- | --------- | --------- | ----- | ----- | --------- | --------- | ----- | ----- |
| Энергетик-БГУ    | Высшая лига      | 2022             | 2         | 0         | 0     | 0     | 0         | 0         | 2     | 0     |
| Энергетик-БГУ    | Высшая лига      | 2023             | 20        | 2         | 1     | 0     | 0         | 0         | 21    | 2     |
| Энергетик-БГУ    | Итого            | Итого            | 22        | 2         | 1     | 0     | 0         | 0         | 23    | 2     |
| Всего за карьеру | Всего за карьеру | Всего за карьеру | 22        | 2         | 1     | 0     | 0         | 0         | 23    | 2     |

1. ↑  Кубок Беларуси.